# بين أوسبورن
بين أوسبورن (بالإنجليزية: Ben Osborn)‏ هو لاعب كرة قدم بريطاني في مركز الوسط، ولد في 5 أغسطس 1994 في دربي في المملكة المتحدة. شارك مع منتخب إنجلترا تحت 18 سنة لكرة القدم ومنتخب إنجلترا تحت 19 سنة لكرة القدم ومنتخب إنجلترا تحت 20 سنة لكرة القدم. أما مع النوادي، فقد لعب مع شيفيلد يونايتد ونوتينغهام فورست.

## وصلات خارجية
- بين أوسبورن على موقع قاعدة بيانات كرة القدم.إي يو (الإنجليزية)
- بين أوسبورن على موقع Soccerbase.com (لاعب) (الإنجليزية)
- بين أوسبورن على موقع Soccerway.com (الإنجليزية)
- بين أوسبورن على موقع عالم كرة القدم.نت (الإنجليزية)